# غلف ستريم جي 650
غلف ستريم جي 650 (بالإنجليزية: Gulfstream G650)‏ هي طائرة أعمال أُنتجت عام 2008 بالولايات المتحدة، وهي من صناعة شركة غلف ستريم الفضائية. وكان أول طيران لها في 25 نوفمبر 2009. ومازالت في الخدمة حتى الآن.
في أبريل 2018 وصل عدد الطائرات التي تم صنعها من هذا الطراز 300 طائرة، وسعر الطائرة الواحدة منها هو 68.15 مليون دولار أمريكي بالنسبة للطراز G650، و70.15 مليون دولار أمريكي بالنسبة للطراز 650ER.